# Лохер, Карл
Карл Лохер (дат. Carl Locher; 21 ноября 1851, Фленсбург, Дания — 20 декабря 1915, Скаген, Дания) — датский художник-реалист.

## Жизнь и творчество
В 1872 году поступил в Датскую королевскую академию художеств. Перед этим он в течение нескольких месяцев брал уроки у живописца Хольгера Драхмана. Под влиянием Драхмана впервые приехал в Скаген, рыбачью деревушку на севере Ютландии, был очарован видом моря и северной природы и написал здесь много полотен с изображениями морских берегов, сломанных рыбачьих ботов и сценок из жизни самих рыбаков. Проехав в карете вдоль побережья от Фредериксхавна до Скагена, зарисовывал увиденное. Эти его картины посвящены природе и морю, в них практически нет человеческих образов.
В середине 1870-х годов уехал для учёбы во Францию, жил в Париже, по возвращении в Данию опять поехал в Скаген, где поселился и принялся за работу. Осенью 1897 открыл, при государственной поддержке, в Копенгагене Школу гравюры, в которой преподавал до 1900 года. Эту школу посещали такие известные датские художники, как П. С. Кройер, а также Анна и Микаэль Анкер. В 1910 построил в Скагене собственный дом, в котором жил до конца жизни.

## Галерея
- Одно из полотен К. Лохера из Скагенского музея